# هاوایی فایو-او
هاوایی فایو-او (انگلیسی: Hawaii Five-O) نام یک سریال درام پلیسی آمریکایی است که در ۱۲ فصل و ۲۷۸ قسمت ( ۵ تا از قسمت ها ۹۰ دقیقه ای است و بقیه ۴۵ دقیقه ) ، از سال ۱۹۶۸ تا ۱۹۸۰ میلادی از شبکهٔ «سی‌بی‌اس» به روی آنتن رفت.
وقایع این سریال در ایالت هاوایی رخ می‌دهند و عبارتِ «فایو-او»، اشاره‌ای به عدد 50 انگلیسی است؛ چرا که هاوایی، ۵۰مین ایالت کشورِ آمریکاست . 
فصل اول تا دهم این مجموعه تلویزیونی، در سال‌های ۱۳۵۱ تا ۱۳۵۷ خورشیدی ، با نام ( هاوایی ) و با دوبلهٔ فارسی از تلویزیون ملی ایران پخش شد.

## خلاصه داستان
داستان سریال دربارهٔ افسر نیروی دریایی Steve McGarrett هست که در پی قتل پدرش از محل خدمت به هاوایی برمیگردد. فرماندار هاوایی بخاطر سوابق خانوادگی اون مجوز راه اندازی گروهی برای مقابله با جرم و جنایت در هاوایی و همچنین پیگیری قتل پدرش رو می‌دهد .. اون یک گروه ۴ نفره رو تشکیل می‌دهد و اختیارات نا محدودی که دارن به مقابله با خلافکاران اون جزیره می‌پردازند. در هر قسمت از سریال داستانی متفاوت جدا از داستان اصلی سریال دنبال می‌شود.